# Platyarthrus messorum
Platyarthrus messorum là một loài chân đều trong họ Platyarthridae. Loài này được Verhoeff miêu tả khoa học năm 1936.